# Hector Brognon
Hector Brognon, né à Bois-d'Haine le 14 décembre 1888 et mort le 30 octobre 1977 à Écaussines d'Enghien, est un sculpteur belge. Il est réputé pour avoir réalisé de nombreux bustes et des monuments aux morts et aux héros des deux guerres en Hainaut.

## Biographie
Hector Brognon, né à Bois-d'Haine le 14 décembre 1888, est le fils de Désiré Brognon, agriculteur et charron, et de Maria Hardy. Le 14 novembre 1936, il épouse à Saint-Gilles Eva Marc qui lui donne deux enfants.
Il fait son enseignement primaire à l'école communale de Bois d'Haine et ses humanités secondaires au Collège Notre-Dame de Bonne Espérance.

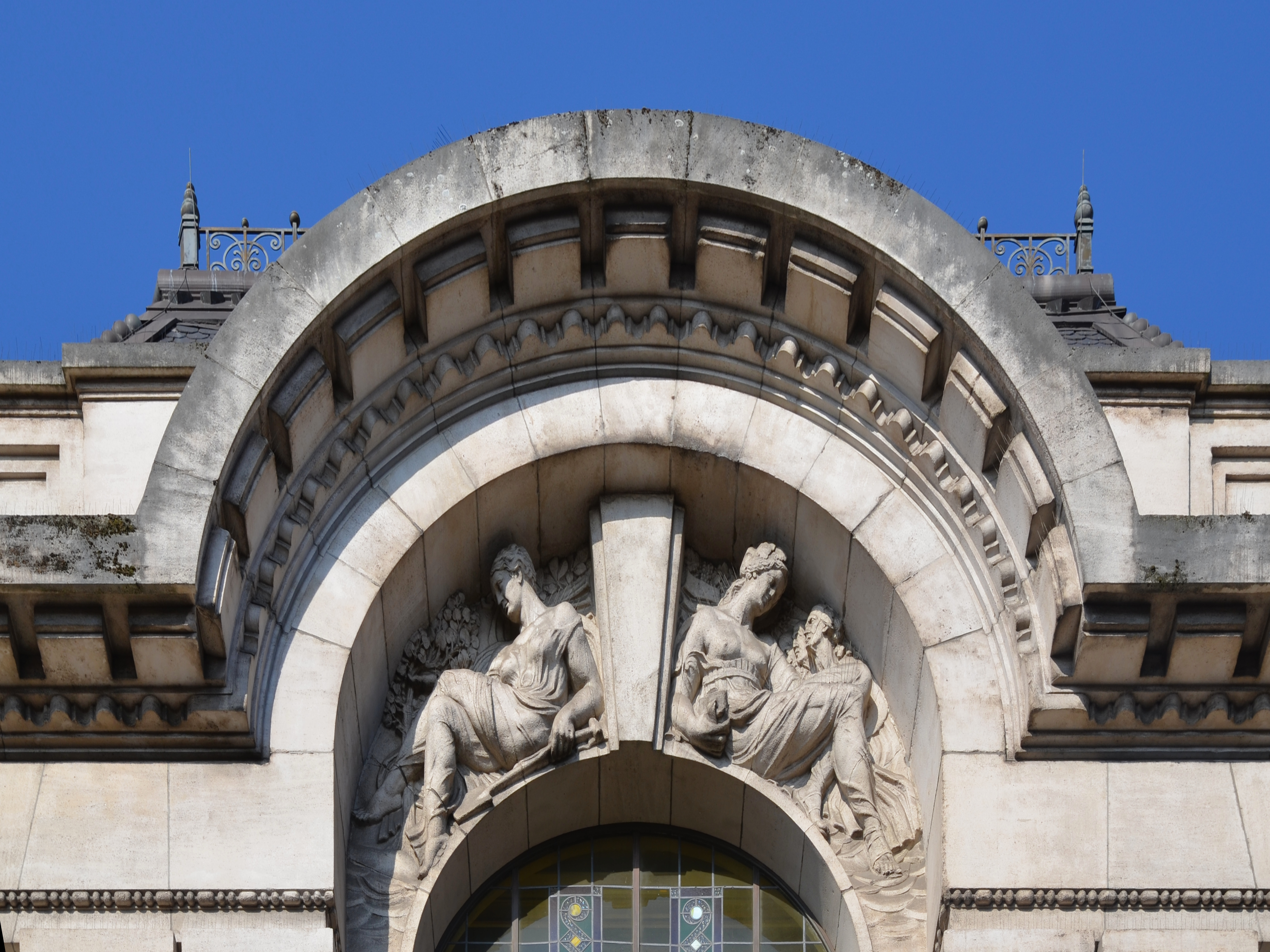
Tympan décoratif d'Hector Brognon sur l'hôtel de ville néoclassique de Charleroi.

Il étudie à l'Académie royale des Beaux-Arts de Mons dont il sort diplômé en 1914. Il déménage à Écaussines en 1916 pour y enseigner à l’École industrielle et professionnelle jusqu’en 1959. En 1930, il est nommé également professeur à l'école technique et industrielle supérieure de Mons. En novembre 1932, il installe son atelier près de la gare d'Écaussines-Carrières, qu’il raccorde d’ailleurs au chemin de fer. C’est là qu’il entreprend, avec ses quatre ouvriers, des ouvrages monumentaux.
Ses sculptures très éclectiques par leur genre (bustes, décorations intérieures ou extérieures, sujets d'art religieux, monuments funéraires ou aux morts, etc.) sont répandues un peu partout en Belgique mais aussi dans le Nord de la France et en Normandie. Il a travaillé la pierre bleue, la pierre blanche, le grès et le marbre.
En 1959, il cesse d'enseigner mais poursuit pour un temps son travail de statuaire dans son atelier d'Écaussines.

## Sélection d'œuvres
- Adolphe Gillis, Place de la Culée, Braine-le-Comte.
- Père Damien De Veuster , Place de la Culée, Braine-le-Comte.
- Marguerite Bervoets et Laurette Demaret, Rue de Bouvy, La Louvière, 1946.
- Deux lions de pierre, entrée du château d'Écaussines.
- Ernest Martel, monument funéraire, Écaussinnes.
- Félicien Yernaux, buste, Écaussinnes.
- Saint Pierre, statue, Villers-deux-Églises.
- Vierge, Familleureux.
- L'Arrêt de l'armée allemande, Place de Gozée.

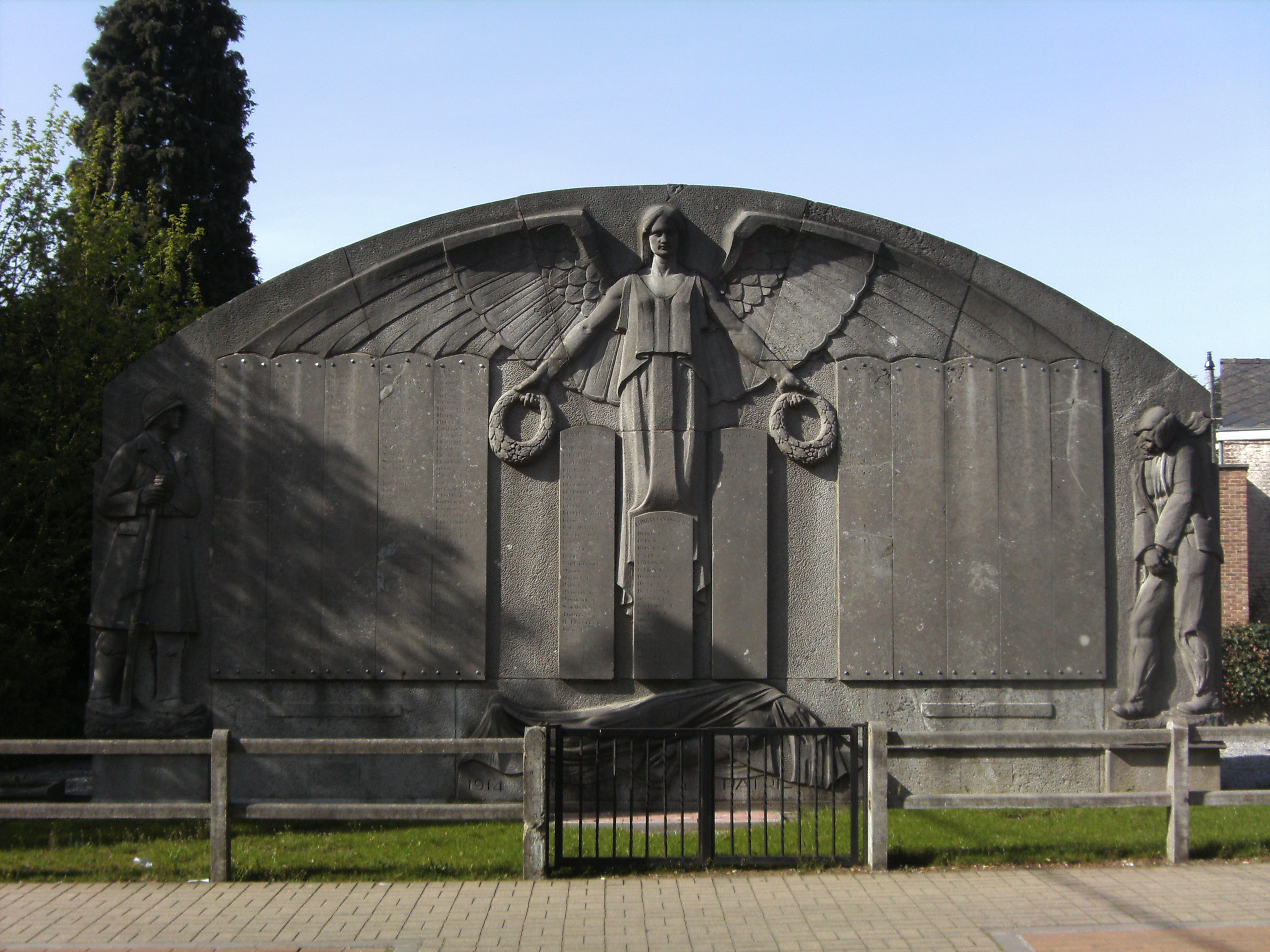
Monument aux morts de Mont-sur-Marchienne.

- Monument aux morts de Mont-sur-Marchienne.Monument aux martyrs civils de la Grande Guerre, place des Martyrs à Tamines.
- L'Ultime Sacrifice, monument aux morts, Place des Martyrs, Écaussinnes.
- Monument aux morts, en bas de la Citadelle de Namur (avec Jules Jourdain).
- Monument aux morts de Mont-sur-Marchienne.
- Monument aux morts d'Erquelinnes, 1924.
- Monument aux morts de Thy-le-Château.
- Le Sacrifice, monument aux morts du Cateau.
- Monument commémoratif des morts de 40-45, Moustier-Sur-Sambre.
- À Charleroi, outre les frontons latéraux de l'hôtel de ville, il a sculpté les décors des façades de plusieurs maisons situées boulevard Audent, entre autres le 40 (habitation de l'architecte Marcel Depelsenaire) et le 42 (la maison Dermine).

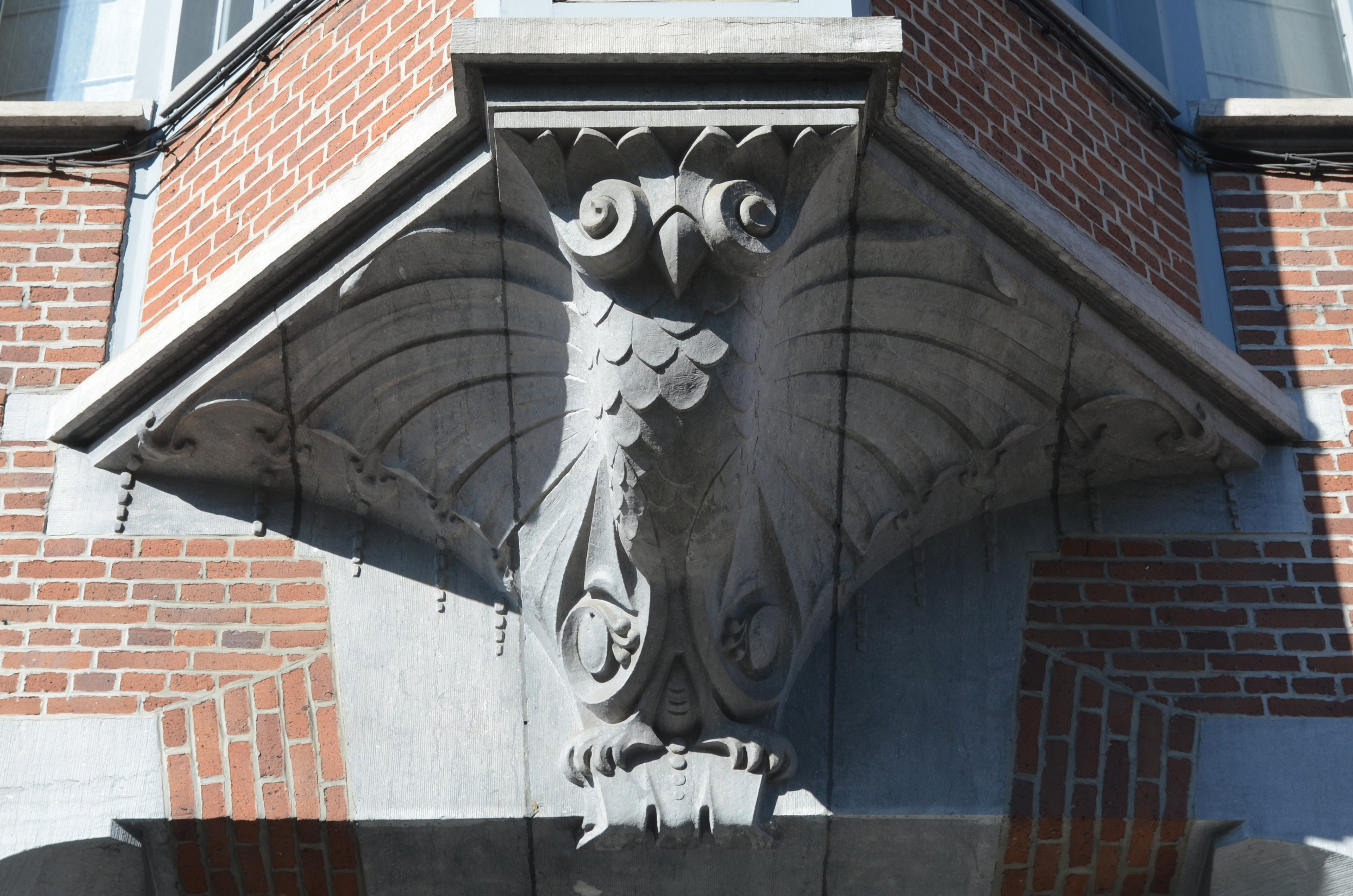
Console à la Maison Dermine à Charleroi.

- Console à la Maison Dermine à Charleroi.Monument Yvonne Vieslet à Marchienne-au-Pont[4].
- Monument Léon Mabille, Le Roeulx, 1927.

## Distinctions
- Chevalier de l'ordre de la Couronne en 1960.
- Médaille de la Résistance armée (1940-1945).
- Médaille commémorative de la guerre 1940-1945.
- Décoration industrielle de 1reclasse (1955).